# Смирба, Аслан
Аслан Смирба (груз. ასლან სმირბა; род. 15 ноября 1959 года, Батуми, Аджарская АССР, Грузинская ССР) — грузинский государственный и политический деятель, мэр города Батуми (1998—1999), инженер, юрист.

## Происхождение
Родился в 1959 году в году в городе Батуми.
Является этническим абхазом — потомком мухаджиров, переселённых в Османскую империю в 1860-х годах в частности и в Аджарию, являвшейся на тот момент времени её частью.

## Биография
В 1996 году окончил Батумскую государственную морскую академию с профессией инженера-судоводителя, а в 1999 году юридический факультет Батумского государственного университета.
в 1993—1995 годах являлся заместителем главы Грузинского морского пароходства, а в 1995—1997 годах был его первым заместителем, в 1996—1999 годах основал и возглавлял предприятие «Батумский морской торговый порт».
Был членом партии «Союз демократического возрождения Грузии» и близким соратником главы Аджарии — Аслана Абашидзе. с 1998 по 1999 годы занимал должность мэра города Батуми, а в 1999—2004 годах был депутатом Парламента Грузии пятого созыва от мажоритарного блока «Возрождение Грузии» Батумского избирательного округа № 79.
Встречался в Москве с президентом на тот момент непризнанной Республики Абхазия — Владиславом Ардзинбой.
В 2000 году Аслан Смирба заставил владельцев телеканала TV 25 передать 75 % акций лицу Михаила Гагошидзе, который предположительно был выбран самим Смирбой для номинального владения акциями канала. Он же предлагал остальным акционерам сумму в размере 50 тысяч долларов, чтобы окончательно овладеть каналом.
27 января 2004 года на дом Смирбы были брошены две гранаты, на момент нападения Аслан находился у родственников в соседнем доме, в результате взрыва пострадавших не было.
7 сентября 2005 Аслан Смирба был задержан после допроса по обвинению в растрате государственных средств в том числе в присвоении 200 тысяч долларов в 1999 году, в период заключения жаловался на ухудшение здоровья. 2 декабря он был освобождён под надзор полиции.